# Ichneumon furiosus
Ichneumon furiosus är en stekelart som beskrevs av Kokujev 1909. Ichneumon furiosus ingår i släktet Ichneumon och familjen brokparasitsteklar. Inga underarter finns listade i Catalogue of Life.